# La Ferté-Beauharnais
La Ferté-Beauharnais település Franciaországban, Loir-et-Cher megyében. Lakosainak száma 582 fő (2022. január 1.). La Ferté-Beauharnais Chaumont-sur-Tharonne, Neung-sur-Beuvron, Saint-Viâtre, Millançay és Marcilly-en-Gault községekkel határos.

## Népesség
A település népességének változása:
| Lakosok száma | 454  | 400  | 442  | 516  | 522  | 512  | 525  | 555  | 560  | 582  |
|               | 1968 | 1982 | 1990 | 2006 | 2013 | 2015 | 2017 | 2019 | 2020 | 2022 |